# Iunie 1987
Acest articol este generat integral pe baza informațiilor din articolul 1987 și este actualizat periodic de un robot.
 Editările făcute în articol vor fi șterse la următoarea actualizare! Dacă doriți să faceți modificări, editați articolul-sursă.

ianuarie -
februarie -
martie -
aprilie -
mai -
iunie -
iulie -
august -
septembrie -
octombrie -
noiembrie -
decembrie
Iunie 1987 a fost a șasea lună a anului și a început într-o zi de luni.

## Evenimente
- 6 iunie: A fost dat în folosință pasajul Unirea din Capitală, cel mai lung pasaj subteran auto, cu o lungime de 900 de metri din care 600 sunt acoperiți.
- 7 iunie: Echipa de handbal a României cucerește pentru a șasea oară consecutiv titlul de compioană mondială.
- 11 iunie: Margaret Thatcher este aleasă prim-ministru al Marii Britanii pentru a treia oară.
- 19 iunie: Biserica Sfânta Vineri - Hereasca, cu hramul „Cuvioasa Parascheva" (datând din anul 1645) a fost demolată de comuniști.

## Nașteri
- 2 iunie: Darin, cântăreț suedez
- 6 iunie: Claudiu Nicușor Puia, fotbalist român (portar)
- 6 iunie: Cássio Ramos, fotbalist brazilian (portar)
- 7 iunie: Sergiu Victor Homei, fotbalist român
- 7 iunie: László Sepsi, fotbalist român
- 8 iunie: Vladislav Stoianov, fotbalist bulgar (portar)
- 10 iunie: Valentina Naforniță, soprană română de operă
- 10 iunie: Martin Harnik, fotbalist german
- 10 iunie: Polina Kuznețova, handbalistă rusă
- 10 iunie: Andrei Ion Nițu, fotbalist român
- 11 iunie: Marko Momčilović, fotbalist sârb
- 11 iunie: Gonzalo Castro Randon, fotbalist german
- 11 iunie: Didrik Solli-Tangen, cântăreț norvegian
- 12 iunie: Borfor Carr, fotbalist liberian
- 12 iunie: Valentin Popârlan, rugbist român
- 15 iunie: Petra Blazek, handbalistă austriacă
- 15 iunie: Răzvan Sorin Prișcă, politician român
- 17 iunie: Anžej Dežan, cântăreț sloven
- 17 iunie: Pavel Popescu, politician român
- 17 iunie: Kendrick Lamar, rapper american
- 18 iunie: Ezgi Asaroğlu, actriță turcă
- 18 iunie: Sevgil Musayeva-Borovyk, jurnalistă ucraineană
- 18 iunie: Zsuzsanna Tomori, handbalistă maghiară
- 18 iunie: Alin Zaharia, fotbalist român (atacant)
- 19 iunie: Sthefany Brito, actriță braziliană
- 19 iunie: Matei Dima, comedian, actor și regizor român
- 20 iunie: Asmir Begović, fotbalist bosniac (portar)
- 21 iunie: Sebastian Prödl, fotbalist austriac
- 22 iunie: Naoyuki Fujita, fotbalist japonez
- 24 iunie: Lionel Andrés Messi, fotbalist argentinian (atacant)
- 25 iunie: Elis Bakaj, fotbalist albanez
- 25 iunie: Anastasia Lobaci, handbalistă belarusă
- 26 iunie: Samir Nasri, fotbalist francez
- 28 iunie: MefX (Mădălin Slaniceanu), cântăreț și producător muzical, român
- 28 iunie: Bogdan Sorin Stancu, fotbalist român (atacant)
- 29 iunie: Paul Batin, fotbalist român (atacant)
- 30 iunie: Martin Jacobson, jucător suedez de poker
- 30 iunie: Joël Thomas, fotbalist francez (atacant)

## Decese
- 1 iunie: Anthony de Mello, 55 ani, preot iezuit, scriitor indian (n. 1931)
- 13 iunie: Geraldine Page, actriță americană (n. 1924)
- 14 iunie: Constantin Daniel, medic psihiatru și orientalist român (n. 1914)
- 15 iunie: Robert G. Harrington, 82 ani, astronom american (n. 1904)
- 17 iunie: Yasuo Haruyama, 81 ani, fotbalist japonez (n. 1906)
- 22 iunie: Fred Astaire (n. Frederick Austerlitz), 88 ani, actor de film și dansator american (n. 1899)
- 22 iunie: Raymond Ruyer, 85 ani, filosof francez (n. 1902)
- 27 iunie: Althea Flynt (n. Althea Leasure), 33 ani, editoare americană (n. 1953)
- 29 iunie: Victor Mercea, fizician (n. 1924)